# حسین صفا
حسین صفا شاعر و مترجم معاصر ایرانی زاده ۲۹ آذر ۱۳۵۹ در تهران است.
او در رشته‌ی برق صنعتی تحصیل کرده همچنین دارای مدرک معادل دکتری در رشته‌‌ زبان و ادبیات فارسی‌ست.
تمرکز حسین‌ صفا بر سرودن غزل، شعر سپید و شعر محاوره‌ای بوده و از زمره نوآورانِ غزل فارسی‌ به شمار می‌آید. 
او با سرودن غزل‌هایی که به غزل شش‌لتی یا شش‌لختی شهرت یافته‌اند تاثیر به‌سزایی بر آثار غزل‌سرایان نسل بعد از خود گذاشته‌ است.
همچنین بسیاری از شاعران جوان در سرودن شعر محاوره‌ای اشعار حسین صفا را الگوی خود قرار داده‌اند.
برخی از اشعار او به صورت ترانه منتشر شده‌اند که معروف‌ترین آن‌ها را محسن چاوشی خواننده مشهور ایرانی اجرا کرده است.
حسین صفا ترجمه‌ دو گزیده از اشعار شاعران معاصر ترکیه را نیز در کارنامه خود دارد.

## کتاب‌ها
از صفا تا کنون ۱۱ عنوان کتاب (تألیف، ترجمه و گردآوری) منتشر شده است:
- ۱۳۸۸- کنار پلّه‌ی تاریک و چند غزل برای زنم[۱]
- ۱۳۹۲- وصیت و صبحانه[۲]
- ۱۳۹۲- من کم‌تحملم[۳][۴]
- ۱۳۹۳- صدای راه پلّه می‌آید[۵]
- ۱۳۹۶-منجنیق[۶]
- ۱۳۹۶- نرگس
- ۱۳۹۷- به نام کوچک هرمز
- ۱۳۹۹- آه به خط بریل
- ۱۳۹۹ – این دست بی‌صدا
- ۱۴۰۱- اگر قرار آمدن داری بیا
- ۱۴۰۱- غم‌های آنتیک

## مطالعه بیشتر
- وبسایت رسمی حسین صفا شامل اشعار، اخبار و تصاویر
- رونمایی دو کتاب تازه از حسین صفا -  جام جم آنلاین
- در گفتگو با موسیقی ما عنوان شد: مجموعه ترانه‌ها و غزل‌های «حسین صفا» منتشر می‌شوند.
- خبرگزاری مهر: شعر «حسین صفا» را باید درس داد.
- صفحهٔ کتاب «صدای راه‌پله می‌آید» در وبگاه سازمان اسناد و کتابخانهٔ ملی جمهوری اسلامی ایران.
- «آشنایی من و بهرام اوغلو اتفاقی و از روی کنجکاوی بود اما چیزی که بیشتر مرا جذب این شاعر کرد سیر تکوینی کار ادبی او بود»
- «شعری از حسین صفا، مجلهٔ ادبی پیاده‌رو»